# England's Welcome to the French Squadron: Panorama of the French Fleet in Portsmouth Harbour
England's Welcome to the French Squadron: Panorama of the French Fleet in Portsmouth Harbour è un cortometraggio muto del 1905. Il nome del regista non viene riportato nei credit del film.

## Produzione
Il film fu prodotto dalla Hepworth.

## Distribuzione
Distribuito dalla Hepworth, il documentario - un cortometraggio di 61 metri - uscì presumibilmente nelle sale cinematografiche britanniche nel 1905. Non si hanno altre notizie del film che si ritiene perduto, forse distrutto nel 1924 quando il produttore Cecil M. Hepworth, ormai fallito, cercò di recuperare l'argento del nitrato fondendo le pellicole.